# Landsturm
În spațiul cultural german, Landsturm este un termen folosit în domeniul militar care, începând cu secolul al XV-lea, se referă la „ultimul contingent“ al recruților care nu fac parte nici din armata terestră, nici din marina militară și care, în eventualitatea unui atac inamic, sunt folosiți ca forțe de apărare. În plan istoric, Landsturm a fost sinonim cu trupe de miliție mai puțin bine pregătite decât celelalte forțe armate.